# Кстилово
Кстилово — деревня в городском округе Шаховская Московской области.

## Население
| 1859 | 1926 | 2002 | 2006 | 2010 |
| ---- | ---- | ---- | ---- | ---- |
| 290  | ↘248 | ↘9   | ↗13  | ↘5   |

## География
Деревня расположена в южной части округа, примерно в 12 км к югу от райцентра Шаховская, у впадения в Рузу правого притока — реки Мутни, высота центра над уровнем моря 209 м. Ближайший населённый пункт — Левкиево в километре на юг, но дорога идёт от Красного Села.

## Исторические сведения
В 1769 году Кстилова — деревня Хованского стана Волоколамского уезда Московской губернии, принадлежала Коллегии экономии (ранее — Левкиеву монастырю). В деревне 14 дворов и 47 душ.
В середине XIX века деревня Кстилово относилась к 1-му стану Волоколамского уезда Московской губернии и принадлежала Департаменту государственных имуществ. В деревне было 25 дворов, 128 душ мужского пола и 112 душ женского.
В «Списке населённых мест» 1862 года — казённая деревня 1-го стана Волоколамского уезда Московской губернии по правую сторону Московского тракта, шедшего от границы Зубцовского уезда на город Волоколамск, в 32 верстах от уездного города, при реке Рузе, с 41 двором и 290 жителями (152 мужчины, 138 женщин).
По данным на 1890 год входила в состав Серединской волости, число душ мужского пола составляло 147 человек.
В 1913 году — 64 двора.
По материалам Всесоюзной переписи населения 1926 года — центр Кстиловского сельсовета, проживало 248 человек (101 мужчина, 147 женщин), насчитывалось 58 крестьянских хозяйств.
С 1929 года — населённый пункт в составе Шаховского района Московской области.
1994—2006 гг. — деревня Серединского сельского округа Шаховского района.
2006—2015 гг. — деревня сельского поселения Серединское Шаховского района.
2015 г. — н. в. — деревня городского округа Шаховская Московской области.